# باول تايلور (دي جيه)
باول تايلور (بالإنجليزية: Paul Taylor)‏ هو دي جيه بريطاني، ولد في 5 أغسطس 1957 في أبردين في المملكة المتحدة.

## وصلات خارجية
- الموقع الرسمي